# Divizia A 1952
La Divizia A 1952 è stata la 35ª edizione del campionato di calcio rumeno, disputato tra il 16 marzo e il 27 novembre 1950 e si concluse con la vittoria finale del CCA București, al suo secondo titolo.
Capocannoniere del torneo fu Titus Ozon (Dinamo București), con 17 reti.

## Formula
Come nella stagione precedente le squadre partecipanti furono 12 e disputarono un turno di andata e ritorno per un totale di 22 partite con le ultime due retrocesse in Divizia B.
Il Flacăra București venne trasferito a Ploiești e diventò Flacăra Ploiești.

## Squadre partecipanti
| Club                     | Città                 | Stadio | Posizione 1951      |
| ------------------------ | --------------------- | ------ | ------------------- |
| CCA București            | Bucarest              |        | Campioni di Romania |
| Metalul Câmpia-Turzii    | Câmpia Turzii         |        | Divizia B           |
| Locomotiva Timișoara     | Timișoara             |        | 8°                  |
| CA Câmpulung-Moldovenesc | Câmpulung Moldovenesc |        | Divizia B           |
| Dinamo Bucarest          | Bucarest              |        | 2°                  |
| Locomotiva Târgu-Mureș   | Târgu Mureș           |        | 10°                 |
| Dinamo Brașov            | Brașov                |        | 9°                  |
| Flamura Roșie Arad       | Arad                  |        | 4°                  |
| Flacăra Petroșani        | Petroșani             |        | 7°                  |
| Flacăra Ploiești         | Ploiești              |        | 5°                  |
| Progresul Oradea         | Oradea                |        | 3°                  |
| Știința Cluj             | Cluj Napoca           |        | 6°                  |

## Classifica finale
|  | Pos. | Squadra                  | Pt | G  | V  | N | P  | GF | GS | DR  |
|  | ---- | ------------------------ | -- | -- | -- | - | -- | -- | -- | --- |
|  | 1.   | CCA București            | 36 | 22 | 15 | 6 | 1  | 46 | 16 | +30 |
|  | 2.   | Dinamo Bucarest          | 34 | 22 | 14 | 6 | 2  | 51 | 23 | +28 |
|  | 3.   | CA Câmpulung-Moldovenesc | 25 | 22 | 10 | 5 | 7  | 36 | 25 | +11 |
|  | 4.   | Locomotiva Târgu-Mureș   | 23 | 22 | 9  | 5 | 8  | 37 | 35 | +2  |
|  | 5.   | Știința Cluj             | 21 | 22 | 7  | 7 | 8  | 24 | 23 | +1  |
|  | 6.   | Progresul Oradea         | 21 | 22 | 7  | 7 | 8  | 35 | 36 | -1  |
|  | 7.   | Locomotiva Timișoara     | 21 | 22 | 7  | 7 | 8  | 20 | 31 | -11 |
|  | 8.   | Flamura Roșie Arad       | 20 | 22 | 7  | 6 | 9  | 32 | 34 | -2  |
|  | 9.   | Flacăra Petroșani        | 18 | 22 | 5  | 8 | 9  | 24 | 38 | -14 |
|  | 10.  | Dinamo Brașov            | 17 | 22 | 4  | 9 | 9  | 31 | 39 | -8  |
|  | 11.  | Flacăra Ploiești         | 15 | 22 | 6  | 3 | 13 | 35 | 44 | -9  |
|  | 12.  | Metalul Câmpia-Turzii    | 13 | 22 | 3  | 7 | 12 | 23 | 50 | -27 |

Legenda:

      Campione di Romania
      Retrocessa in Divizia B
Note:

Due punti a vittoria, uno a pareggio, zero a sconfitta.

### Verdetti
- CCA București Campione di Romania 1952.
- Flacăra Ploiești e Metalul Câmpia-Turzii retrocesse in Divizia B.